# 혼인

혼인의 심볼

혼인(婚姻)은 가족을 만드는 하나의 방법으로, 쌍방간의 합의에 의해 이루어지는 법률행위이다. 결혼(結婚), 통혼(通婚)이라고도 한다.
혼인은 법률적, 사회적, 종교적 요소를 포함하고 있다. 많은 문화권에서 혼인은 전통적으로 두 성인의 사회적 계약으로 이해되어 왔으며, 두 명 이상의 성인이 혼인을 하는, 즉 한 남자가 여러 아내를 가지는 일부다처제나 한 여자가 여러 남편을 가지는 일처다부제도 나타나곤 하였다.
결혼이 반드시 해야 하는 통과의례인 것, 배우자 선택에 자율권이 없는 것, 이혼을 금기시한 것은 여러 가지 문제를 낳았다. 결혼 제도가 남성과 여성의 권리를 침해한다는 비판은 중세 시대부터 제기되었으며, 근대 이후 결혼이 반드시 해야 되는 통과 의례라는 시각은 서서히 사라지기 시작했다. 여성주의가 등장한 근대 이후부터 결혼 제도가 배우자 선택에 자율권이 없던 여성에게서 성적 자기결정권을 박탈한다는 비판이 꾸준히 제기되었다. 5월 혁명 이후의 프랑스와 미국을 시작으로 결혼이 남자들에게 의무와 억압의 굴레라는 비판 여론이 나타나면서 동거혼과 자유 연애 등 다양한 형태의 가족이 등장하였다.
대한민국에서는 유교 문화의 영향으로 20세기까지 비혼자를 부정적으로 생각하기도 했다. 21세기 여성주의의 만개로 개인의 자유와 권리에 대한 요구가 사회적으로 강해지면서 결혼은 개인의 선택일 뿐이라는 생각이 힘을 얻었다.
21세기 이후로 많은 국가에서 동성 결혼을 합법화하고 있다.
2014년 대한민국, 중국, 일본 등 동아시아를 중심으로 1인 가구가 급증하였다. 비혼과 혼인의 중간 지대에 대한 모색도 활발하다.

## 정의
결혼은 법률행위로서, 일종의 계약이다. 혼인에 합의한 당사자가 혼인신고를 하면서 법률혼은 시작된다. 이로써 부부, 남편, 아내 등으로 일컬어지는 계약관계가 형성되고 인척도 발생한다. 혼인에는 여러 가지 법에서 정한 의무가 있고 그 중에서 대표적인 것이 정조의 의무이며 정조의 의무는 여러 인간관계 중 부부관계에만 유일하게 적용하는 법적 의무이다. 혼인과 관련한 법적 의무를 이행할 의사가 있는 사람들만 결혼 제도를 이용하면 되고 이를 위반하면 법적인 대가를 치뤄야 한다.
연애감정이 결혼의 전제조건은 아니며 쌍방간의 합의만 있으면 가능한 것이 결혼이고, 연령 역시 서로 비슷한 나이대의 연령끼리만 결혼하는 것도 아니다. 남자와 여자가 결혼하는 이성 결혼과 남자와 남자 혹은 여자와 여자가 결혼하는 동성 결혼이 있다. 결혼과 관련한 의식이 존재하고 이는 결혼식이라고 일컬어지고 나라마다 나름대로의 형식을 가진다. 결혼식은 하나의 이벤트로서, 일률적인 모습으로 치러질 필요는 없으며 치르지 않을 수도 있다.
혼인신고를 하지 않은 채 함께 사는 사실혼도 존재한다.
68 혁명 이후 미국과 프랑스를 시작으로 1980년 이후 일본에서 동성 결혼, 동거혼, 자유 연애 등이 나타났다.

## 역사
결혼은 부계불확실성을 해소하기 위해 신석기 시대에 등장하기 시작하고, 농경 정착과 고대국가의 등장 이후에는 거래 형태로도 활용되었다. 부계불확실성을 없애거나 최대한 줄이기 위해 인류는 농경 사회 이후 정착단계에 이르러 결혼이라는 제도를 발명해냈다. 고대 국가에 이르러서는 첩을 거느리는 것이 법률로 규정되었고, 타인의 아내나 첩과 간통했을 경우 국가에 따라 최대 사형을 처하는 규정도 만들어냈다.
원시인들에겐 혼인 개념이 없거나 그리 중요하지 않았으며 따라서 딱히 부계를 따르지도 않았다. 원시적 사회에서는 남성과 여성 양쪽을 통해 혈통관계를 맺어가는 쌍계제가 62%, 부계제 26%, 모계제는 12% 이하로 나타났다. 그러나 사회가 발달하면서 부계제가 우세하게 되며 심지어 모계제가 쌍계제와 경쟁하기 시작하였으나 귀족 혹은 그 비슷한 사람들에 의하여 쌍계제에 밀리기도 하였다.
귀족들은 족외혼보다 족내혼을 선호하는 성향이 있었으며 평민 출신을 상당히 기피하였다. 한국가족제도사 등을 참고하면 신라는 여성보다 남자가 우세하였고 왕실 내에서 근친혼이 허용되었으며 고려 역시 근친혼이 지속되었다. 귀족들은 혈통을 중시하여 같은 혈통인 여성의 권리가 꽤 높았으나 평민들은 힘이 더 강한 남성이 일방적으로 우월한 권리를 지니고 있었으며 따라서 평민들이 득세하기 시작한 조선부터는 부계 중심이 강화되었다. 귀족 출신들은 여전히 그들의 전통에 따라 자식들을 전부 귀족으로서 대우하는 경향이 있었으나 평민 출신 양반들은 장남 혹은 자신의 마음에 드는 자식들을 우대하기 시작하였다. 또 평민들은 귀족들과 달리 족내혼이나 근친혼을 선호하지 않아서 평민들의 문화에 따라 그런 관습이 일부 사람들을 제외하곤 점점 사라지게 된다.
평민들의 진출이 진행될수록 가족과 친인척 집단의 영향력과 중요성은 과거에 비해 더욱 약화되었으며 공적인 관계가 사적인 관계를 대체하여 사병제 등이 폐지되었다. 이렇게 약화된 가족 유형은 대한민국이 건국된 후에 핵가족으로 나타나게 되었으며 주로 민중 출신 사람들의 가족 관계 약화에 따라 혼인에서의 가족의 역할과 중요성 역시 일반인에겐 점점 떨어지게 되었다.

## 배우자 선택
결혼을 위해서는 알맞은 배우자를 찾아야 한다. 배우자는 연애와 결혼을 제3자가 제안 할수 있으며 동의는 당사자가 동의해야 한다. 원하지 않는데 아무하고나 하는 결혼이나 연애라면 불행한 결과로 이어진다. 애초에 행복한 결혼 생활은 서로 절실한 마음이 오고가야 된다. 둘 중 한쪽이라도 그렇지 않다면 상습적으로 불륜을 저지르거나 할 확률이 높아진다던지 그렇게 되는 시점부터 결혼 생활은 지옥이다. 게다가, 결혼하는 두 당사자 모두 절실한 마음에 결혼해도 나중에 한쪽 또는 둘 다 바람 필 가능성도 꽤 있다. 거기다가 성격까지 맞지 않고 서로를 무조건 바꾸려고 하는 사람과 평생 반정도 일거수일투족을 같이 한다는 것은 남녀노소를 불문하고 누구나 견디기 어려운 큰 불행이 아닐 수 없다. 다른 사람의 시선이 신경 쓰여서 결혼을 선택한다면 이는 자신에게도 배우자에게도 의무만 되는 꼴이 되어버린다. 한편 결혼을 해야 제대로 철이 든다고 말하는 일부 기성세대도 있지만, 사회에서 보여지는 사람의 인격과 혼인의 여부 간의 일관성을 찾기는 힘들다. 부모에 의해서 중매결혼을 하게 되기도 하는데 대한민국 전통때문에 그렇다. 인간관계에 어려움을 해결하지 않거나 못하면 결혼도 하지 말아야 된다. 농어촌에서는 거주하는 사람이 별로 없어서 결혼하기 어렵다

### 중매결혼
중매결혼은 중매쟁이에 의해 마련된다. 결혼에 대한 권한이 있는 쪽은 결혼을 의무적으로 성립시킨다. 20세기까지는, 남자와 여자가 자기들의 뜻에 의해 만나 결혼하기보다, 각 집안, 주로 양가 부모의 뜻에 따라 결혼하기 때문에 당사자와 부모님 등 집안에 학벌 직업 외모를 포함해서 사실을 말하지 않았으며 혼인신고서도 양가 부모 중에서 도장을 찍어서 혼인신고를 시키거나 결혼식 날 배우자 얼굴을 처음 보는 경우도 있었다고 한다.
고대국가에서는 정략결혼이라 하였었다. 정치적, 경제적 동맹을 목적으로 한 결혼이 유행하였고, 현대에 가장 흔한 경우가 지참금과 이민이다. 15세기 근대 유럽에 봉건 영주의 지배를 받지 않는 도시가 나타나고, 19세기 이후에는 페미니스트들이 나타나 성적 자기결정권을 주장하고 자유 연애론이 지지를 얻으면서 대부분 사라졌다.
그러나 세계 각국의 일부 정치인과 상류층에게서는 정치적, 경제적 목적의 중매결혼이 잔존하고 있다.

### 족내혼과 족외혼
족내혼은 가족 혹은 친척 내에서 배우자를 찾는 것이다. 근친혼은 족내혼 중에서도 가까운 친척과 결혼하는 것을 말한다. 족외혼은 가족이나 친척이 아닌 사람과 결혼하는 것이다.
한국에서는 삼국 시대에 신라의 왕실이나 귀족층에서 골품제도의 유지와 왕권 강화를 위한 근친혼이 성행하였다. 태종무열왕 김춘추는 진지왕의 아들인 김용춘과 진평왕의 딸인 천명공주 사이에서 태어났는데, 진지왕이 진평왕의 삼촌이므로 용춘은 천명의 5촌당숙이었다. 진성여왕은 자신의 숙부인 김위홍과 혼인했으며, 김춘추는 김유신의 누이인 문희, 보희와 혼인했는데 문희의 딸인 지소는 삼촌인 김유신에게 시집을 갔고, 김유신의 딸 신광은 고모인 문희의 아들 문무왕에게 시집을 갔다. 헌덕왕은 숙부의 딸과 사촌끼리 결혼하였다. 고려 초에도 왕실의 동성 근친혼이 성행하여 이복남매 간의 결혼까지도 행해졌다.
고려 중엽부터 유학의 영향으로 근친혈족 간의 혼인이 규제되기 시작해 고려 말에는 왕실 내의 근친혼풍습이 사라졌다. 유교이념을 기초로 건국된 조선 시대에는 성(姓)과 본(本)이 같은 사람 사이의 혼인이 철저하게 금지되었고, 모계혈족도 6촌까지 혼인이 금지되었다.

### 복수 배우자
복혼은 과거에 전 세계의 많은 사회전통에서 용인되던 형태이다. 현재는 일부일처제에 비해 드물다. 아프리카에서 그 비율이 가장 높다. 세네갈의 한 예를 보면 결혼의 47%가 복수 배우자 결혼이다. 일부다처제(polygyny)는 복수 배우자 결혼의 전형적 형태이다. 일처다부제(polyandry)는 드물다.

### 교육
교육적 동질혼이란 배우자를 선택하는 데 기여하는 여러 요인들 중 상대방의 학력이나 학벌과 같은 교육적 여건이 자신과 유사한 배우자를 선택하는 경향을 말한다.

#### 교육에 대한 분석
한국결혼산업연구소가 2010년 미혼남녀 665명을 대상으로 ‘동질혼 선호도’를 조사한 결과, 학력, 경제력, 종교, 직업 등의 요인들 중 ‘학력’ 동질혼 선호도가 26.5%로 가장 높게 나타났다. 그런데 학력은 개인의 직업과 소득을 결정하는 중요한 변수일 뿐만 아니라, 문화자본 형성과도 긴밀한 연관을 맺고 있다. 그러므로 교육적 동질혼은 결과적으로 사회의 부익부빈익빈 현상을 초래할 수 있으며, 부모의 학력은 자녀의 학업성취에 상당한 영향을 미친다는 연구 결과가 있다. 부모의 높은 학력은 부모와 자녀 사이의 상호작용 빈도수를 높이고 자녀의 자아존중감을 높여주며 이것들을 매개로 자녀의 높은 학업성취를 유도한다. 그리고 부모의 낮은 학력은 해당 가정의 높은 빈곤화 경향을 야기하고 이것은 자녀의 학업성취에 직접적인 영향을 미칠 뿐만 아니라 자녀의 비행을 매개하여 간접적으로 학업성취수준에 영향을 미치기도 한다. 이러한 점에서 ‘교육적 동질혼’은 자녀세대의 계층 고착화로까지 이어져 계층 재생산을 강고히 한다고 알려져 있다.
특히 학력이 직업과 소득을 결정하는 경향이 매우 강한, 즉 학력주의 성향이 강하게 자리잡은 한국 사회에서 교육적 동질혼은 특정 사회계층의 재생산을 강고히 하므로 관련 연구의 필요성이 제기된다.

## 혼인의 성립
혼인의 성립에 대하여 일반적으로는 혼인신고를 할 것, 혼인을 할 수 있는 연령에 도달할 것, 근친혼이나 중혼이 아닐 것 등이 요구된다. 혼인 연령과 혼인이 금지되는 친족의 범위 등에는 국가별로 차이가 있다.
혼인 연령의 경우 일정 연령 이하에는 부모의 동의가 있으면 혼인이 허용하기도 한다. 그러나 법률상 성인이 되면 결혼이 허용되나, 당사자 이외의 사람들이 결혼 문제에 개입하게 되면서 쉽게 결혼하기 어려운 문제를 만들어 냈다. 이는 자유 연애가 확산된 현대 사회에 조차도 주변에서 남녀를 현혹, 설득하여 결혼 성립의 방해요소로 작용하고 있다.

대한민국 민법의 경우
```
만 17세 이하-법적으로 결혼 불가
만 18세-부모 동의 하에 결혼 가능
만 19세 이상-부모 동의 없이도 결혼 가능
```

## 혼인의 효과
결혼은 때로는
- 법적 배우자의 아이와 법적 부모관계(계부, 계모)를 만든다.
- 남편이나 그의 가족이 아내의 성행위, 노동력, 재산에 대한 통제권을 갖게 한다.
- 아내나 그의 가족이 남편의 성행위, 노동력, 재산에 대한 통제권을 갖게 한다.
- 자녀를 위한 부부의 공동 재산을 갖게 한다.
- 배우자의 가족과 인척관계를 만든다.
  - 성인으로서 사회적인 역할과 지위를 얻는다.
  - 정서적 안정감을 얻는다.
  - 자녀 출산 및 양육의 기회를 얻는다.
  - 사회 구성원을 충원하여 사회를 유지하고 존속시킨다.
  - 새로운 가족 문화를 창조하고 계승해 나간다.
  - 인간의 성 및 애정의 욕구를 충족시킨다.

수메르인은 풍년제 기간에는 모든 아내들이 자신의 남편뿐 아니라, 좋아하는 다른 남자와도 잘 수 있는 권리를 남편에게 인정받고는 자유롭게 사랑의 상대를 선택할 수 있었다. 그렇긴 하나 남편 이외의 이성의 정액은 밖으로 흐르게 하여 스스로 임신하지 않도록 주의해야 했다. 그렇지 않으면 혼인의 의무를 저버리기 때문이다.

### 혼인의 일반적 의무
- 부부간의 동거 부양 협조의무는 정상적이고 원만한 부부관계의 유지를 위한 광범위한 협력의무를 구체적으로 표현한 것으로서 서로 독립된 별개의 의무가 아니라고 할 것이므로 부부의 일방이 정당한 이유없이 동거를 거부함으로써 자신의 협력의무를 스스로 저버리고 있다면 상대방의 동거청구가 권리의 남용에 해당하는 등의 특별한 사정이 없는 한 상대방에게 부양료의 지급을 청구할 수 없다.[20]
- 부부의 일방이 상대방에 대하여 동거에 관한 심판을 청구한 결과로 그 심판절차에서 동거의무의 이행을 위한 구체적인 조치에 관하여 조정이 성립한 경우에 그 조치의 실현을 위하여 서로 협력할 법적 의무의 본질적 부분을 상대방이 유책하게 위반하였다면, 부부의 일방은 바로 그 의무의 불이행을 들어 그로 인하여 통상 발생하는 비재산적 손해의 배상을 청구할 수 있고, 그에 반드시 이혼의 청구가 전제되어야 할 필요는 없다. 비록 부부의 동거의무는 인격존중의 귀중한 이념이나 부부관계의 본질 등에 비추어 일반적으로 그 실현에 관하여 간접강제를 포함하여 강제집행을 행하여서는 안 된다고 하더라도 또 위와 같은 손해배상이 현실적으로 동거의 강제로 이끄는 측면이 있다고 하더라도 동거의무 또는 그를 위한 협력의무의 불이행으로 말미암아 상대방에게 발생한 손해에 대하여 그 배상을 행하는 것은 동거 자체를 강제하는 것과는 목적 및 내용을 달리하는 것으로서 후자가 허용되지 않는다고 하여 전자도 금지된다고는 할 수 없다. 오히려 부부의 동거의무도 엄연히 법적인 의무이고 보면 그 위반에 대하여는 법적인 제재가 따라야 할 것인데 그 제재의 내용을 혼인관계의 소멸이라는 과격한 효과를 가지는 이혼에 한정하는 것이 부부관계의 양상이 훨씬 다양하고 복잡하게 된 오늘날의 사정에 언제나 적절하다고 단정할 수 없고 특히 제반 사정 아래서는 회적인 위자료의 지급을 명하는 것이 인격을 해친다거나 부부관계의 본질상 허용되지 않는다고 말할 수 없다.[21]
- 부부간의 상호부양의무는 부부의 일방에게 부양을 받을 필요가 생겼을 때 당연히 발생하는 것이기는 하지만 과거의 부양료에 관하여는 부양을 받을 자가 부양의무자에게 부양의무의 이행을 청구하였음에도 불구하고 부양의무자가 부양의무를 이행하지 아니함으로써 이행지체에 빠진 이후의 것에 대하여만 부양료의 지급을 청구할 수 있을 뿐 부양의무자가 부양의무의 이행을 청구받기 이전의 부양료의 지급은 청구할 수 없다고 보는 것이 부양의무의 성질이나 형평의 관념에 합치된다.[22]
- 배우자 있는 부녀와 간통행위를 하고 이로 인하여 그 부녀가 배우자와 별거하거나 이혼하는 등으로 혼인관계를 파탄에 이르게 한 경우 그 부녀와 간통행위를 한 제 자 상간자는 그 부녀의 배우자에 대하여 불법행위를 구성하고 따라서 그로 인하여 그 부녀의 배우자가 입은 정신상의 고통을 위자할 의무가 있다고 할 것이나 이러한 경우라도 간통행위를 한 부녀 자체가 그 자녀에 대하여 불법행위책임을 부담한다고 할 수는 없고 또한 간통행위를 한 제 자 상간자 역시를 가지고 부녀의 그 자녀에 대한 양육이나 보호내지 교양을 적극적으로 저지하는 등의 특별한 사정이 없는 한 그 자녀에 대한 관계에서 불법행위책임을 부담한다고 할 수는 없다.[23]
- 여성이 처자있는 남성과 동거생활을 함으로써 그 자녀들이 일상생활에 있어 부친으로부터 애정을 품고 그 감호교육을 받을 수 없게 되었다 하여도 그 여성이 악의로써 부친의 자녀에 대한 감호등을 적극적으로 저지하는 등 특별한 사정이 없는 한 위 여성의 행위는 자녀에 대하여 불법행위를 구성하는 것은 아니라고 할 것이다.[24]

### 부부간의 일상가사대리권
- 대리가 적법하게 성립하기 위하여는 대리인이 본인을 대리할 권한을 가지고 그 대리권의 범위 내에서 법률행위를 하였음을 요하며 부부의 경우에도 일상의 가사가 아닌 법률행위를 배우자를 대리하여 행함에 있어서는 별도로 대리권을 수여하는 수권행위가 필요한 것이지 부부의 일방이 의식불명의 상태에 있어 사회통념상 대리관계를 인정할 필요가 있다는 사정만으로 그 배우자가 당연히 채무의 부담행위를 포함한 모든법률행위에 관하여 대리권을 갖는다고 볼 것은 아니다.[25]
- 원고와 소외인이 동거를 하면서 사실상의 부부관계를 맺고 실질적인 가정을 이루어 대외적으로도 부부로 행세하여 왔다면 원고와 위 소외인 사이에 일상가사에 관한 사항에 관하여 상호대리권이 있다고 보아야 한다.[26]

##### 일상가사를 긍정한 판례
- 금전차용행위도 금액 차용 목적 실제의 지출용도 기타의 사정 등을 고려하여 그것이 부부의 공동생활에 필요한 자금조달을 목적으로 하는 것이라면 일상가사에 속한다고 보아야 할 것이므로 아파트 구입비용 명목으로 차용한 경우 그와 같은 비용의 지출이 부부공동체 유지에 필수적인 주거공간을 마련하기 위한 것이라면 일상가사에 속한다고 볼 수 있다.[27]

##### 일상가사를 부정한 판례
- 부부간의 일상가사대리권은 부부가 공동체로서 가정생활상 항시 행하여지는 행위에 한하는 것이므로 처가 별거하여 외국에 체류중인 부의 재산을 처분한 행위를 부부간의 일상가사에 속하는 것이라 할 수는 없다. 부동산을 매수하는 자는 특별한 사정이 없는 한 매도인에게 그 부동산을 처분할 권한이 있는지의 여부를 조사하여 보아야 하고 그 조사를 하였더라면 매도인에게 처분권이 없음을 알 수 있었을 것임에도 그와 같은 조사를 하지 아니하고 매수하였다면 부동산의 점유에 관하여 과실이 없다고 할 수 없다.[28]
- 일상의 가사에 관한 법률행위라 함은 부부의 공동생활에서 필요로 하는 통상의 사무에 관한 법률행위를 말하는 것으로 그 구체적인 범위는 부부공동체의 사회적 지위 직업 재산 수입 능력 등 현실적 생활 상태뿐만 아니라 그 부부의 생활 장소인 지역 사회의 관습 등에 의하여 정하여지나 당해 구체적인 법률행위가 일상의 가사에 관한 법률행위인지 여부를 판단함에 있어서는 그 법률행위를 한 부부공동체의 내부사정이나 그 행위의 개별적인 목적만을 중시할 것이 아니라 그 법률행위의 객관적인 종류나 성질 등도 충분히 고려하여 판단하여야 한다. 부인이 교회에의 건축헌금 가게의 인수대금 장남의 교회 및 주택임대차보증금의 보조금 거액의 대출금에 대한 이자지급 등의 명목으로 금원을 차용한 행위는 일상 가사에 속한다고 볼 수는 없으며 주택 및 아파트 구입비용 명목으로 차용한 경우 그와 같은 비용의 지출이 부부공동체를 유지하기 위하여 필수적인 주거공간을 마련하기 위한 것이라면 일상의 가사에 속한다고 볼 여지가 있을 수 있으나 그 주택 및 아파트의 매매대금이 거액에 이르는 대규모의 주택이나 아파트라면 그 구입 또한 일상의 가사에 속하는 것이라고 보기는 어렵다.[29]
- 부부간에 서로 일상가사대리권이 있다고 하더라도 일반적으로 처가 남편이 부담하는 사업상의 채무를 남편과 연대하여 부담하기 위하여 남편에게 채권자와의 채무부담약정에 관한 대리권을 수여한다는 것은 극히 이례적인 일이라 할 것이고 채무자가 남편으로서 처의 도장을 쉽사리 입수할 수 있었으며 채권자도 이러한 사정을 쉽게 알 수 있었던 점에 비추어 보면 채무자가 채권자를 자신의 집 부근으로 오게 한 후 처로부터 위임을 받았다고 하여 처 명의의 채무부담약정을 한 사실만으로는 채권자가 남편에게 처를 대리하여 채무부담약정을 할 대리권이 있다고 믿은 점을 정당화할 수 있는 객관적인 사정이 있다고 할 수 없다고 하여 민법 제 조의 표현대리의 성립을 인정한 원심판결을 표현대리에 관한 법리오해라는 이유로 파기한 사례.[30]

### 부부간의 계약취소권
- 혼인 중이라 함은 단지 형식적으로 혼인관계가 계속되고 있는 상태를 의미하는 것이 아니라 형식적으로는 물론 실질적으로도 원만한 혼인관계가 계속되고 있는 상태를 뜻한다고 보아야 하므로 혼인관계가 비록 형식적으로는 계속되고 있다고 하더라도 실질적으로 파탄에 이른 상태라면 위 규정에 의한 계약의 취소는 할 수 없다.[31]

### 혼인의 재산적 효과 법정재산제
- 부부의 일방이 혼인 중에 자기 명의로 취득한 재산은 그 명의자의 특유재산으로 추정되나 실질적으로 다른 일방 또는 쌍방이 그 재산의 대가를 부담하여 취득한 것이 증명된 때에는 특유재산의 추정은 번복되어 그 다른 일방의 소유이거나 쌍방의 공유라고 보아야 한다.[32]
- 부부의 일방이 혼인중 그의 명의로 취득한 부동산은 그의 특유재산으로 추정되는 것이지만 그 부동산을 부부 각자가 대금의 절반 정도씩을 분담하여 매수하였다는 실질적 사유가 입증된 경우에는 그 추정을 번복하고 그 부동산을 부부의 공유로 인정할 수 있다.[33]
- 부부의 일방이 혼인중 그의 명의로 취득한 부동산은 그의 특유재산으로 추정되는 것으로서 그 부동산을 취득함에 있어 상대방의 협력이 있었다거나 혼인생활에 있어 내조의 공이 있었다는 것만으로는 위 추정을 번복할 수 있는 사유가 되지 못하고 그 부동산을 부부각자가 대금의 일부씩을 분담하여 매수하였다거나 부부가 연대채무를 부담하여 매수하였다는 등의 실질적 사유가 주장입증되는 경우에 한하여 위 추정을 번복하고 그 부동산을 부부의 공유로 인정할 수 있다.[34]
- 부동산매입자금의 원천이 남편의 수입에 있다고 하더라도 처가 남편과 년간의 결혼생활을 하면서 여러 차례 부동산을 매입하였다가 이익을 남기고 처분하는 등의 방법으로 증식한 재산으로써 그 부동산을 매입하게 된 것이라면 위 부동산의 취득은 부부쌍방의 자금과 증식노력으로 이루어진 것으로서 부부의 공유재산이라고 볼 여지가 있다.[35]
- 특유재산의 추정을 번복하기 위하여는 다른 일방 배우자가 실제로 당해 부동산의 대가를 부담하여 그 부동산을 자신이 실질적으로 소유하기 위해 취득하였음을 증명하여야 하므로 단순히 다른 일방 배우자가 그 매수자금의 출처라는 사정만으로는 무조건 특유재산의 추정이 번복되어 당해 부동산에 관하여 명의신탁이 있었다고 볼 것은 아니고 관련 증거들을 통하여 나타난 모든 사정을 종합하여 다른 일방 배우자가 당해 부동산을 실질적으로 소유하기 위하여 그 대가를 부담하였는지 여부를 개별적 구체적으로 가려 명의신탁 여부를 판단하여야 한다.[36]
- 부부의 일방이 혼인 중 그의 단독명의로 취득한 재산은 그 명의자의 특유재산으로 추정되는 것이고 그 재산의 취득에 있어 다른 일방의 협력이 있었다거나 내조의 공이 있었다는 것만으로는 그 추정이 번복되지 아니하는 것이지만 다른 일방이 실제로 당해 재산의 대가를 부담하여 취득하였음을 증명한 경우에는 그 추정이 번복되고 그 대가를 부담한 다른 일방이 실질적인 소유자로서 편의상 명의자에게 이를 명의신탁한 것으로 인정할 수 있다.[37]
- 혼인 중 부부의 일방명의로 취득되어 그의 특유재산으로 추정되는 부동산을 다른일방이 형식적인 재판절차를 통하여 명의신탁해지를 원인으로 한 소유권이전등기를 경료받았다고 한다면 그 특유재산의 추정을 번복할 만한 주장 입증이 없는 이상 그 등기시에 명의신탁해지의 형식을 빌어 부부 사이에 당해 부동산의 증여가 이루어진 것으로 보아야 한다[38]

## 결혼과 관련한 미신
대한민국에서는 19세, 29세, 39세 등 아홉수의 나이에는 혼례를 금기시하는 풍습이 존재했으나 1910년 이후 대부분 사라졌다. 윤달에 결혼하게 되면 조상의 덕을 받지 못해 부부 금실에 문제가 생긴다는 속설도 있다.

## 결혼에 관한 비판
농경 사회와 함께 결혼이 나타난 이후 결혼은 거래의 형태로도 활용되었다. 정치적·경제적 동맹을 위한 정략 결혼과 딸을 상호 교환하는 형태 등이 그것이다. 결혼에 대한 비판은 거의 그 시작부터 나타난다. 플라톤은 자신의 저서 《공화국》에서 집단결혼을 장려했는데 이는 유명한 초기 결혼 비판이다. 플라톤은 결혼이 인간을 도구화한다고 비판했으며 조건 없는 사랑론을 주장하였으나 이는 당시 그리스 사회로부터 심한 비난을 초래하기도 했다. 결혼이 반드시 해야 하는 통과의례인 것, 배우자 선택에 자율권이 없는 것, 이혼을 금기시한 것은 여러 가지 문제를 낳았다. 19세기 이후에는 여성 해방론을 들고 나온 여성주의자들에 의해 결혼 비판론이 나타났다. 20세기에 이르러서는 결혼 제도가 남성들에게도 여성과 친자 여부가 불확실한 아이에 대한 책임과 의무를 강요한다는 이유로 폭력이라는 비판이 제기되었다.
남자는 아내가 잉태한 생명이 자신의 자식인지 확인할 길이 없었고 그로 인해 아내의 정조의 의무 위반을 의심하는 남자들이 꾸준히 존재했다. 중세 유럽 사회에서는 정조의 의무를 위반한 여성, 정조의 의무 위반 혐의가 있는 여성은 종교 재판이나 마녀사냥의 희생자가 되었다. 동양에서도 남편, 자식 등 가족들이 간통 등 정조의 의무를 위반한 여성을 살해하는 것을 용납하거나 묵인해왔다. 2014년 기준으로, 중동 지역에서 집안의 명예를 더럽혔다는 이유로 가족 구성원을 살해하는 ‘명예살인’이라는 인습이 여전히 있어 세계적으로 비판의 대상이 되었다.
과학이 발달하면서 친자확인이 가능해졌는데, 설문조사와 유전자 검사 등 통계에 따르면 3분의 1 안팎의 수치가 아내가 낳은 생명이 남편의 친자가 아닌 것으로 확인된다. 친자확인소송은 남성의 성생활에도 영향을 주었는데, 유전자 검사를 통한 친자확인이 가능해지면서 임신, 출산, 양육과 관련해서 남성에게 책임을 지울 수 있는 객관적 근거가 마련되었고 이에 남성에게 자신의 성생활에 대해 법적 책임을 물을 수 있게 되었다.
한국에서는 '시집살이', '명절증후군' 등의 용어가 사용되고 성 차별적인 결혼문화가 사회적 문제가 되었고, 성 차별적 결혼문화의 뼈대를 형성했던 호주제는 여성운동계로부터 꾸준한 비판을 받았고 2005년 드디어 호주제가 헌법불합치 판결을 받으며 가부장적 결혼문화는 제도적으로 해체의 길에 들어서게 되었다.

### 여성 해방론에 입각한 결혼 비판
19세기 이후 여성주의가 등장하면서 여성 해방론이 나타났다. 당시 결혼은 반드시 해야 하는 통과의례였고 이혼은 금기시되었는데 이러한 상황 속에서 결혼 제도가 배우자 선택에 자율권이 없던 여성으로부터 성적 자기결정권을 박탈한다는 것이, 여성 해방론에 입각한 결혼 비판이었다. 남성중심사회에서 남성은 배우자 선택에 자율권이 없더라도 성매매가 용인되고 성매도자가 대개 여성인 상황 속에서 성매수라는 나름대로의 '성적 자기결정권 침해를 보완하는 장치'를 누렸기 때문에 여성들이 남성들에 비해 결혼 제도에 대한 부정적 평가가 더 많았다. 정조의 의무 위반 행위와 관련하여 여성은 남성보다 더 가혹한 대가를 치러야 했다. 이러한 메커니즘에 따라 여성주의자들을 비롯한 일각에서는 결혼이 여성의 인격권, 성적 자기결정권을 침해한다는 주장이 꾸준히 제기되었다.

### 기타
5월 혁명 이후의 프랑스와 미국을 시작으로 서구권에서는 결혼이 남자들에게 의무와 억압의 굴레라는 비판 여론이 나타났다. 결혼이 인간을 억압하는 족쇄라는 여론이 나타나면서 입양, 동거혼과 자유 연애 등 다양한 형태의 가족이 나타났다.
한국에서는 1992년 이후 결혼이 거래와 인습이라는 여론이 확산되었고, 동시에 입양 제도도 증가하였다. 1997년 대한민국의 IMF 구제금융 요청 사건 이후 해고와 실직 등으로 자살하거나 각종 사건 사고에 휘말리는 아버지들이 나타나면서 결혼이 남성을 억압한다는 비판도 등장하였다.
한국에서는 비혼자에 대한 편견이 존재했다. 한국은 유교 이데올로기 잔재들의 영향으로 결혼을 반드시 해야하는 필수 통과 의례라는 시각이 20세기까지도 잔존하던 사회들 중의 하나였다. 특히 혼인상태에 있지 않은 사람은 정신적으로나 육체적으로 문제 있는 사람이라는 편견이 1980년대까지도 잔존해왔다. 그러나 1990년대 여성주의가 대한민국 사회에 확산되면서 이러한 사고방식에는 변화가 왔고, 1992년 군사 정권 붕괴 이후 개인의 자유와 권리 의식이 높아지면서 결혼 역시 개인의 선택이고 자유의지라는 인식이 사회적으로 확산되었고 이에 비혼자들에 대한 사회적 억압도 완화되는 모습으로 이어졌다. 2000년대 이후에는 비혼자가 증가하면서 이런 사회분위기는 더 힘을 얻었다. 하지만 미혼모나 이혼모에 대한 편견이 완전히 사라진 것은 아니라서 여러 가지 사회문제를 일으켰다.
경제 협력 개발 기구(OECD)가 발표한 '2014 한눈에 보는 사회'(Society at a glance 2014) 보고서에 따르면 2012년 기준 대한민국 15세 이상 인구 중 ‘혼인중’이나 ‘미혼’을 합친 비율은 94.4%로 34개국 가운데 가장 높아 결혼 상태를 유지하고 있거나 아직 결혼하지 않은 사람의 비율은 높지만 동거·이혼·사별 등 다양한 가족형태의 비율은 크게 낮은 것으로 나타났다.
육군사관학교, 해군사관학교, 공군사관학교, 국군간호사관학교 등 일부 대학과 대부분의 중·고등학교에서는 금혼(禁婚)을 교칙으로 삼고 있다.

## 만혼
만혼(晩婚)은 결혼 적령기가 지나서 30대 중반 이후 나이가 들어 늦게 하는 결혼을 말한다. 21세기에 들어서는 결혼 연령이 점점 높아지는 추세. 대체로 개발도상국보다 선진국의 만혼 비율이 높다. 한국의 문화상 결혼하는 경우라면 손님을 초대할 인원이 친척,사촌을 부르고 친구라던지 제자 동료도 참석하는 경우도 있다. 특히 친구, 동료 가 없으면 사람이 더 없다.  웨딩홀 대여, 웨딩 촬영, 예단, 혼수 등 큰 돈이 들어가는 부분을 간략하게 생략하거나 줄여 주거 혹은 신혼여행 등 중요한 부분에 집중 투자한다.
당장 먹고 사는 문제, 특히 '주거' 마련부터가 어렵다보니 기반이 없는 젊은 결혼 상대보다 나이가 있더라도 안정적 기반(정년 보장된 직장, 재력, 부동산 등)을 미리 갖춘 사람을 결혼 대상으로 선호하는 기호도 증가하고 있어 만혼은 더욱 큰 사회 현상으로 자리잡을 예상이다.늘어나는 평균수명도 무시하지 못 할 요인이다.
직장을 구하거나 자리잡고 나서 경제적으로 대비를 하고 결혼을 하려는 경향이 강해졌다 노년층은 20대 중후반부터 자녀의 결혼을 재촉한다.

## 혼인을 어려워 하는 원인
학창시절,군대,직장생활에서 왕따를 당한경우 가정폭력을 보거나 겪은경우에도 자신감도 없으며 다양한 사람을 만나서 어떤 사람이 나에게 가장 잘 맞는지 경험을 쌓은 후 결혼하기 때문에 애인이 생기는것도 결혼도 어려워하며 휴일이 없는 직업은 더 어렵다. 시간이 있어야 가능성이 있기 때문이다. 성인은 운전이 가능해야 하고 옷도 나이 들어보이게 입지 않고 비만도 없는것을 포함해서 상대방이 마음에 들어야 하기 때문에한국에서 20대 중후반 혼인은 돈이 있어도 상대방이 거절하면 어렵다. 미디어나 주변 사람들을 통해 결혼 실패 사례를 접할 기회가 늘어나면서 결혼을 쉽게 결정하지 않는 경향이 강해졌다. 동남아시아처럼 개발도상국은 경제발전이 되어 있지 않아서 얼마든지 연애와 결혼이 하는데 개발도상국에서 선진국이 된다면 한국처럼 연애와 결혼이 어려워진다.

## 판례

### 혼인의사의 합치
- 혼인이 유효하기 위하여는 당사자 사이에 혼인의 합의가 있어야 하고 이러한 혼인의 합의는 혼인신고를 할 당시에도 존재하여야 한다.[63]
- “피청구인이 청구인과 합의없이 청구인의 인장을 위조하고 이로써 청구인 명의의 혼인신고서를 위조행사함으로써 청구인과 피청구인이 혼인한 것처럼 신고한 혼인의 효력은 당사자 사이에 혼인의 합의가 없는 때에 해당되어 무효라 할 것이다. [...] 피청구인이 청구인의 직장에 찾아와 본처라면서 소동을 피우므로 피청구인을 달래고 무마하는 과정에서 피청구인과 몇차례 육체관계를 가졌다 하더라도 이로써 곧 청구인이 그 이전에 피청구인이 혼인신고서를 위조해서 신고한 무효인 혼인을 추인한 것이라고 보기 어렵다.”[64]
- 혼인 당사자 간의 혼인할 의사의 합치는 혼인신고서를 작성할 때는 물론이고 혼인신고서를 호적공무원에게 신고할 때에도 존재함을 요한다고 해석되므로 일단 의사의 합치아래 유효하게 신고서를 작성하였더라도 제출전에 일방이 타방에 대하여 또는 그 제출을 타인에게 의뢰하였다면 그 사람에게 혼인의사를 철회한 경우나 호적공무원에게 혼인의사를 철회하였으니 그 수리를 하지 말도록 말한 경우에는 혼인의 의사합치가 없다고 할 것이므로 그 신고서가 제출되었더라도 그 혼인은 무효이다[65]

### 적용법
- 대한민국 남자와 중국 여자 사이의 혼인이 중국에서 중국의 방식에 의하여 성립되었다 하더라도 혼인의 실질적 성립요건을 구비한 것으로서 유효한지 여부는 본국법인 대한민국 법에 의하여 정하여져야 한다.[66]
- 섭외사법 제15조 제1항의 규정은 우리나라 사람들 사이 또는 우리나라 사람과 외국인 사이의 혼인이 외국에서 거행되는 경우 그 혼인의 방식 즉 형식적 성립요건은 그 혼인거행지의 법에 따라 정하여야 한다는 취지라고 해석되므로 그 나라의 법이 정하는 방식에 따른 혼인절차를 마친 경우에는 혼인이 유효하게 성립하는 것이고 별도로 우리나라의 법에 따른 혼인신고를 하지 않더라도 혼인의 성립에 영향이 없으며 당사자가 호적법 제39조, 제40조에 의하여 혼인신고를 한다하더라도 이는 창설적 신고가 아니라 이미 유효하게 성립한 혼인에 관한 보고적 신고에 불과하다.[67]

### 혼인의 신고
- 사망자 사이 또는 생존하는 자와 사망한 자 사이에서는 혼인이 인정될 수 없고 혼인신고특례법과 같이 예외적으로 혼인신고의 효력의 소급을 인정하는 특별한 규정이 없는 한 그러한 혼인신고가 받아들여질 수도 없다.[68]
- 일반적으로 과거의 법률관계는 확인의 소의 대상이 될 수 없으나 혼인 입양과 같은 신분관계와 같이 그것을 전제로 하여 수많은 법률관계가 발생하고 그에 관하여 일일이 개별적으로 확인을 구하는 번잡한 절차를 반복하는 것보다 과거의 법률관계 그 자체의 확인을 구하는 편이 관련된 분쟁을 일거에 해결하는 유효적절한 수단일 수 있는 경우에는 예외적으로 확인의 이익이 인정된다. 사실혼관계에 있던 당사자 일방이 사망하였더라도 현재적 또는 잠재적 법적 분쟁을 일거에 해결하는 유효적절한 수단이 될 수 있는 한 그 사실혼관계존부확인청구에는 확인의 이익이 인정되고 이러한 경우 친생자관계존부확인청구에 관한 민법 제865조와 인지청구에 관한 민법 제863조의 규정을 유추적용하여 생존당사자는 그 사망을 안 날로부터 1년 내 에 검사를 상대로 과거의 사실혼관계에 대한 존부확인청구를 할 수 있다고 보아야 한다.[69]
- 우리법상 사망자 간이나 생존한 자와 사망한 자 사이의 혼인은 인정되지 아니하므로 사망자와의 사실혼관계존재확인의 심판이 있다 하더라도 이미 당사자의 일방이 사망한 경우에는 혼인신고특례법이 정하는 예외적인 경우와 같이 그 혼인신고의 효력을 소급하는 특별한 규정이 없는 한 이미 그 당사자 간에는 법률상의 혼인이 불가능하므로 이러한 혼인신고는 받아들여질 수 없다.[70]
- 혼인은 호적공무원이 그 신고서를 수리함으로써 효력이 발생하는 것이고 호적부의 기재는 그 효력요건이 아니므로 비록 위법하게 편제된 호적이 이중호적이라는 이유로 말소되더라도 그 호적에 기재된 혼인의 효력에는 아무런 소장이 없다[71].
- 호적공무원의 호적신고에 대한 심사는 신고인이 제출하는 법정의 첨부서류만에 의하여 법정의 요건을 구비하고 있는지 절차에 부합하는지의 여부를 형식적으로만 심사하는 것이고 신고사항의 실체적 진실과의 부합여부를 탐지하여 심사하여야 하는 것은 아니며 등기공무원도 등기신청이 있는 경우에 당해 등기원인의 실질적 요건을 심사함이 없이 다만 형식적 요건만을 심사하여 그것이 구비되어 있으면 가사 실질적 등기원인에 하자가 있다 하더라도 등기신청을 받아들여 등기하여야 한다.[72]
- 호적법령상의 절차에 위배하여 구술혼인신고로 등재된 경우라 할지라도 혼인당사자 사이에 혼인의 합의가 없는 때에 해당하지 않는다면 무효라고 할 수 없다.[73]
- 청구인이 피청구인 A(남자)를 상대로 한 사실혼관계 확인청구사건에서 청구인이 승소하여 항소심에 계속중 피청구인 B(여자)가 청구인의 장래에 확정될 판결에 기하여 피청구인 A와의 혼인신고를 방해할 목적으로 혼인신고를 하였더라도 당연무효라 할 수 없다.[74]

### 혼인의 무효
- 결혼식을 올린 다음 동거까지 하였으나 성격의 불일치 등으로 계속 부부싸움을 하던 끝에 사실혼관계를 해소하기로 합의하고 별거하는 상황하에서 당사자 일방이 상대방의 승낙없이 자기 마음대로 혼인신고를 하였다면 그 혼인은 무효이다.[75]
- 단순히 피청구인으로 하여금 국민학교의 교사직으로부터 면직당하지 않게 할 수단으로 호적부상 부부가 되는 것을 가장하기 위하여 이루어졌을 뿐 당사자 사이에 혼인의 합의 즉 정신적 육체적 결합을 생기게 할 의사로서 신고된 것이 아니면 청구인과 피청구인간의 혼인관계는 무효이다.[76]
- 청구인과 피청구인 사이에 출생한 자가 혼인외 자로 알려질 것을 염려하여 오로지 호적상 청구인과 피청구인이 부부가 되는 것만을 가장하기 위한 방법으로 혼인신고를 한 것이라면 이는 당사자 간에 혼인할 의사가 없는 것에 해당한다.[77]
- 협의이혼으로 혼인관계가 해소된 경우에도 과거의 혼인관계의 무효확인을 구할 정당한 법률상의 이익이 있다.[78]
- 청구인과 피청구인 사이의 혼인관계가 이미 협의이혼신고에 의하여 해소되었다면 청구인이 주장하는 위 혼인관계의 무효확인은 과거의 법률관계의 확인으로서 그것이 청구인의 현재의 법률관계에 영향을 미친다고 볼 자료가 없는 이 사건에 있어서 단순히 여자인 청구인이 혼인하였다가 이혼한 것처럼 호적상 기재되어 있어 불명예스럽다는 사유만으로는 확인의 이익이 없다.[79]
- 혼인 입양 등의 신분행위에 관하여 민법 제 조 본문을 적용하지 않고 추인에 의하여 소급적 효력을 인정하는 것은 무효인 신분행위 후 그 내용에 맞는 신분관계가 실질적으로 형성되어 쌍방 당사자가 이의없이 그 신분관계를 계속하여 왔다면 그 신고가 부적법하다는 이유로 이미 형성되어 있는 신분관계의 효력을 부인하는 것은 당사자의 의사에 반하고 그 이익을 해칠 뿐 아니라 그 실질적 신분관계의 외형과 호적의 기재를 믿은 제 자의 이익도 침해할 우려가 있기 때문에 추인에 의하여 소급적으로 신분행위의 효력을 인정함으로써 신분관계의 형성이라는 신분관계의 본질적 요소를 보호하는 것이 타당하다는 데에 그 근거가 있다고 할 것이므로 당사자 간에 무효인 신고행위에 상응하는 신분관계가 실질적으로 형성되어 있지도 아니하고 또 앞으로도 그럴 가망이 없는 경우에는 무효의 신분행위에 대한 추인의 의사표시만으로 그 무효행위의 효력을 인정할 수 없다.[80]
- 일방적인 혼인신고 후 혼인의 실체없이 몇 차례의 육체관계로 자를 출산하였다 하더라도 무효인 혼인을 추인하였다고 보기 어렵다.[81]
- 청구인이 소외 망 갑과 혼인신고를 마치고 혼인생활을 하던 중 소외 을과 내연관계를 맺고 집을 나가 을과 중으로 혼인신고까지 하고 있다가 소외 망 갑과 내연관계를 맺고 살던 피청구인이 갑 사망 후 청구 2인의 사망신고를 하고 망 갑과의 혼인신고를 하자 청구인이 상속재산을 탐하여 자기와 망 갑 간의 혼인관계가 유효한 것이었다고 하면서 피청구인과 망 갑 간의 혼인이 무효의 것이라고 주장함은 결과적으로 자기와 갑 을 간의 두개의 혼인관계가 모두 유효하다고 주장하는 것이 되어 신의에 좇은 권리행사라고 볼 수 없어 이는 권리남용에 해당한다.[82]
- 갑의 친모 을이 병과 혼인하여 혼인신고를 마치고 갑을 출생하고 동거하다가 가출하여 타인과 혼인신고까지 마치고 동거하고 있던 중 갑의 부 병이 정과 동거하여 오다가 사망하자 갑이 을과 공동상속하게 될 유산 처분 등의 곤란을 회피하고자 병의 호적상에 허위로 을의 사망신고를 하고 나서 다시 병과 정의 혼인신고를 한 뒤 망부 병의 사망신고를 하였는데 정이 유산처분을 반대하고 나서자 분란 끝에 갑이 정을 공동상속인 지위에서 제거하기 위하여 을의 승낙도 없이 을의 이름으로 정을 상대로 혼인무효의 심판청구를 제기하였으나 대법원에서 패소확정되자 다시 갑이 직접 이 사건 혼인무효심판청구를 제기하였다면 비록 정과 병사이의 혼인신고는 병의 사망 후에 이루어진 것으로서 무효라 할 것이나 위 혼인무효가 확정되는 경우 되살아나게 될 병과 을의 부부관계는 위 시기에 사실상 소멸되어 돌이킬 수 없는 상태에 이르게 되었으므로 을과 병의 각 사망신고와 정과 병사이의 혼인신고를 사실과 다르게 신고한 지위에서 오로지 을과 병사이의 혼인관계가 형식상 존속함을 이용하여 을의 상속권을 회복할 목적으로 제기된 이사건 혼인무효심판청구는 신의에 좇은 권리행사라고 볼 수 없어 사회생활상 용인될 수 없다.[83]

### 혼인의 취소
- 민법은 혼인의 취소의 효력은 기왕에 소급하지 아니한다 고 규정하고 있을 뿐 재산상속 등에 관해 소급효를 인정할 별도의 규정이 없는바 혼인 중에 부부 일방이 사망하여 상대방이 배우자로서 망인의 재산을 상속받은 후에 그 혼인이 취소되었다는 사정만으로 그 전에 이루어진 상속관계가 소급하여 무효라거나 또는 그 상속재산이 법률상 원인 없이 취득한 것이라고는 볼 수 없다.[84]
- 혼인의사 결정에 당사자 일방 또는 제3자의 사기·강박 등의 위법행위가 개입되어 그로 인해서 혼인을 하게 된 경우에 있어서는 상대방은 그것을 이유로 하고 혼인의 취소를 구한다던가 또는 사기·강박 등 위법행위에 관한 사항이 이혼사유에 해당되면 그 사유를 내세우고 재판에 의한 이혼을 구한다던가 혹은 그것이 원유가 되어 당사자 협의에 의하여 이혼을 한다던가 등 어떠한 방식을 취할 것인가는 오로지 당사자의 선택에 달려있다 할 것이고 혼인해소가 사기·강박 등의 위법행위에 원유한 이상 사기·강박으로 인해서 혼인을 하게 된 자가 그로 인해서 받은 재산상 또는 정신상의 손해배상청구를 하는데 있어서 반드시 어떠한 혼인해소방식에 구애되어 혼인취소 또는 이혼판결이 있어야만 된다고 하여야 할 이유는 없다.[85]

## 혼인의 장점과 단점

### 혼인의 장점
- 혼인신고에 대해 혜택이 주어지는 사회에서는 복지정책에서 지원을 받을 수 있다.
- 수술을 받아야 할 때 부모나 자식 혹은 배우자로부터 동의를 받아야 하는 사회에서는 수술동의서 서명자가 확보될 수 있다.[86]
- 동거인을 필요로 하는 사람에게 동거인을 확보하는 하나의 방식이 될 수 있다.
- 결혼신화가 팽배한 사회에서는 결혼 압박이 사라질 수 있다.
- 정상가족 이데올로기가 팽배한 사회에서는 심리적 안정감을 누릴 수 있다.

### 혼인의 단점
- 정조 의무를 준수해야 한다.
- 친족상도례가 있는 사회에서는 배우자,배우자 가족이 재산죄도 빈번할 수 있다.
- 이혼유책주의 사회에서는 배우자가 이혼에 동의하지 않을 경우 배우자가 이혼사유를 발생시켜야 이혼할 수 있다.
- 정상가족 이데올로기가 팽배한 사회에서는 사회적 이혼 공격이 심각하여 배우자의 위법행위를 적법하게 처리하지 못하고 감내해버릴 수 있다.
- 동거의 불편함이 있을 수 있다.
- 배우자에 대한 소유욕이 당연시되는 사회에서는 사생활 침해가 발생할 수 있다.
- 여성차별 사회에서, 남성은 '가장' 강박감을 느낄 수 있고 여성은 시가에 종속된 존재가 되어 자괴감을 느낄 수 있다.
- 여성차별 사회에서, 남편을 폭행하는 아내보다 아내를 폭행하는 남편이 더 많을 수 있고 경찰은 이 폭행을 범죄로 제대로 인식하지 않을 수 있다.[87]
- 여성차별 사회에서, 여성은 취업에 제한이 있을 수 있고 경력을 유지하기 어려울 수 있다.
- 배우자에게도 유산이 주어지기 때문에 사망시 이혼 절차를 밟고 있는 중이었어도 배우자에게 상속이 이루어질 수 있다.
- 보험금을 노린 경우 살인 사건이 발생할 수 있다.[88]

## 어려움
혼인을 하기전에 연애도 똑같지만 21세기 전에는 결혼을 위해서 의무적으로 만나도록 하고 내집 마련하는것도 어렵지 않았다. 직업 학벌 경제적 능력에 대해서는 거짓말을 했으며 혼인신고도 당사자가 아닌데도 했다. 관리되어있지 않아도 정신질환자, 불치병 있는 사람이 아니면 돈이 없어도 결혼했다.  21세기에는 쌍꺼풀도 있고 관리되어있는 피부와 날씬한 몸과 (여성은 글래머한 몸) 경제적 능력도 확인하고 높은 지위의 배우자를 원하고 공감되는 의사소통이 되는것을 많은 사람이 좋아한다. 내집 마련하는것도 능력이 되지 않고 혼자 살기에도 쉽지 않고 혼자 사는데 만족하는 경우도 있으며 경력이 중단될 걱정도 하고 있다.

## 참고 자료
- (법제처)결혼 성립 보관됨 2014-07-14 - 웨이백 머신
- (대한민국)통계로 본 가족

## 같이 보기
- 사랑
- 연애
- 구애
- 결혼식
- 결혼 반지
- 동거
- 사실혼
- 자유 연애
- 혼전 성교
- 초혼 연령에 따른 나라 목록